# مؤسسة شباب البيرة (نادي)
مؤسسة شباب البيرة نادي رياضي، اجتماعي وثقافي فلسطيني، تأسس في محافظة رام الله والبيرة سنة 1976. يدير النادي هيئة إدارية تُنتخب كل عامين، من أعضاء الهيئة العامة، وتضم تسعة أعضاء، وتشرف على كافة أنشطة اللجان المختلفة، وتؤمّن الدعم المالي والمعنوي لهذه اللجان.

## نبذة تاريخية
تعتبر مؤسسة شباب البيرة امتدادا تاريخيا لنادي البيرة الثقافي، الذي أُقيم في أوائل الأربعينيات من القرن الماضي، والذي قدّم خدماته إلى أبناء المدينة وما حولها، إلى أن أُنشئت مجموعة البيرة الأولى في العام 1964، وقد كانت انطلاقة كبيرة منذ اليوم الأول على صعيد الأنشطة والكشفية والثقافية والفنية كافة، وفي خدمة المدينة والمواطن.
وقد احتلت المجموعة مكان الصدارة في الأنشطة الشبابية في كافة المجالات الرياضية والكشفية والثقافية والفنية والخدماتية، إلى أن رأى أصحاب الرأي دمج المجموعة ونادي البيرة الأهلي في نادي واحد في العام 1976، تحت اسم مؤسسة شباب البيرة، والذي يحمل الاسم ذاته لحد الآن.